# Деннис, Клэр
Клара (Клэр) Деннис (англ. Clara «Clare» Dennis, в замужестве Голдинг, англ. Golding; 7 марта 1916, Бервуд (Сидней) — 5 июня 1971, Мэнли) — австралийская пловчиха, чемпионка летних Олимпийских игр 1932 года и Игр Содружества.

## Биография

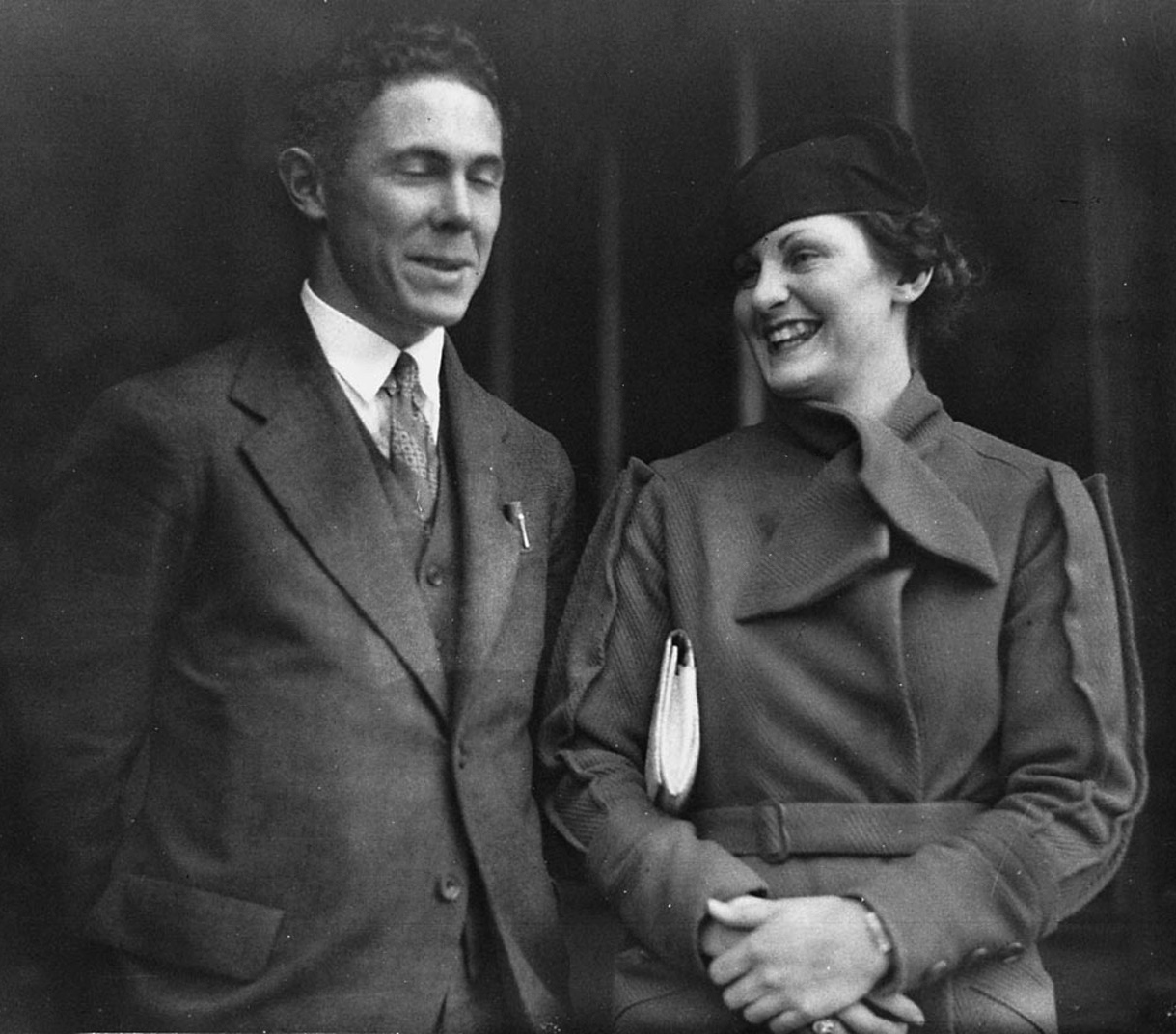
Деннис и её будущий супруг Джордж Голдинг, 1934 год

Клара Деннис родилась в 1916 году в пригороде Сиднея в семье констебля Алека Денниса. В 7-летнем возрасте она со старшей сестрой Торой начала плавать за клуб Sydney Ladies' Swimming Club. Тору выбрали для участия в летних Олимпийских играх 1928 года, однако позднее исключили из команды по причине юного возраста. В 1931 году Клэр впервые победила на австралийских соревнованиях.
На летних Олимпийских играх 1932 года Клэр Деннис победила на дистанции 200 м брассом. Её едва не дисквалифицировали из-за слишком открытого купальника. Она была самой молодой пловчихой на соревнованиях. С 1912 по 1956 года она оставалась единственной олимпийской чемпионкой по плаванию от Австралии. На Играх Содружества 1934 года она заняла первое место на дистанции 200 ярдов брассом, став первой австралийкой-чемпионкой Игр. За свою спортивную карьеру Деннис установила мировые рекорды в плавании 100 и 200 м брассом.
Деннис не была включена в сборную Австралии на летних Олимпийских играх 1936 года, после чего завершила спортивную карьеру. В 1942 году она вышла замуж за легкоатлета Джорджа Голдинга. После этого работала тренером и парикмахером, была владелицей двух салонов. Скончалась в 1971 году на 56-м году жизни. В 1982 году она была посмертно включена в Зал Славы мирового плавания.